# 신칸몬 터널

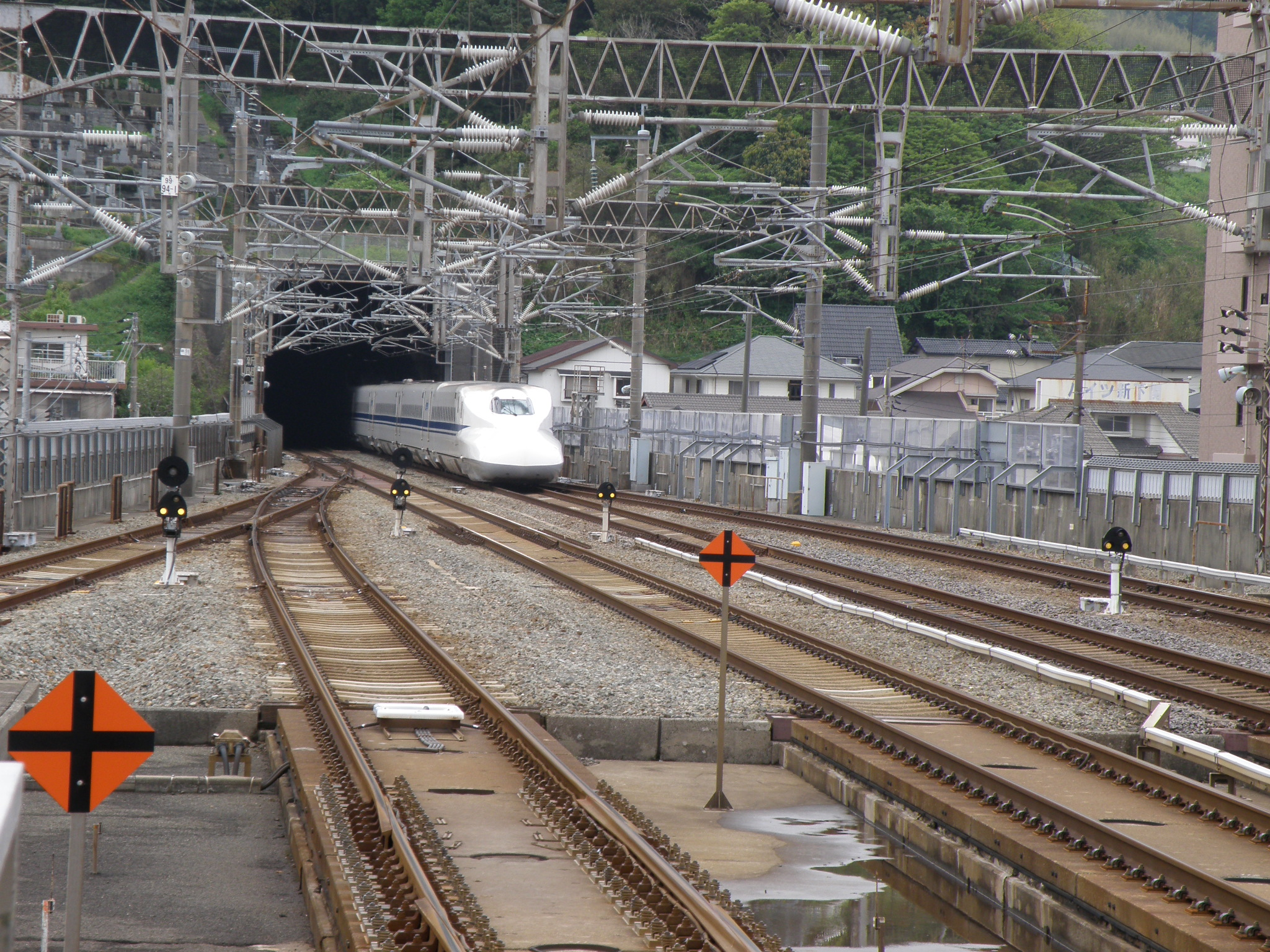

신칸몬 터널(일본어: 新関門トンネル, しんかんもんトンネル)은 일본 야마구치현 시모노세키시에 있는 신시모노세키역과 후쿠오카현 기타큐슈시 고쿠라키타구에 있는 고쿠라역 사이에 있는, 산요 신칸센 터널이다.
고속철도 최초의 해저 터널이다.

## 터널 개요
- 전체 길이 : 18,713m (산요 신칸센의 터널에서는 최장)
- 해저 구간 : 880m
- 해면하 : 66m
- 최소 버섯류 : 24m
- 터널의 구배 : 18/1000
- 궤간 : 1,435mm (신칸센 규격)
- 전철화 방식 : 교류25,000V ·60Hz

## 역사
- 1970년 2월 10일 산요신칸센 최장해저터널 착공.
- 1973년 7월 17일 산요신칸센 최장해저터널 관통.
- 1975년 3월 10일 산요신칸센 최장해저터널 개통.
- 1987년 4월 1일 JR 서일본으로 관할구역 변경.